# Teteven
Teteven (en bulgare : Тетевен) est une localité du centre nord de la Bulgarie.
Située sur le Vit au pied du Grand Balkan, c'est le siège administratif de l'obchtina de Teteven dans l'oblast de Lovetch.

## Historique
La population comptait 17 970 habitants en 2021.